# 球法囊藻
球法囊藻，又称“泡泡藻类”和“水手的眼球”，是在热带和亚热带地区的海洋中发现的一种藻类。它是最大的单细胞生物之一。

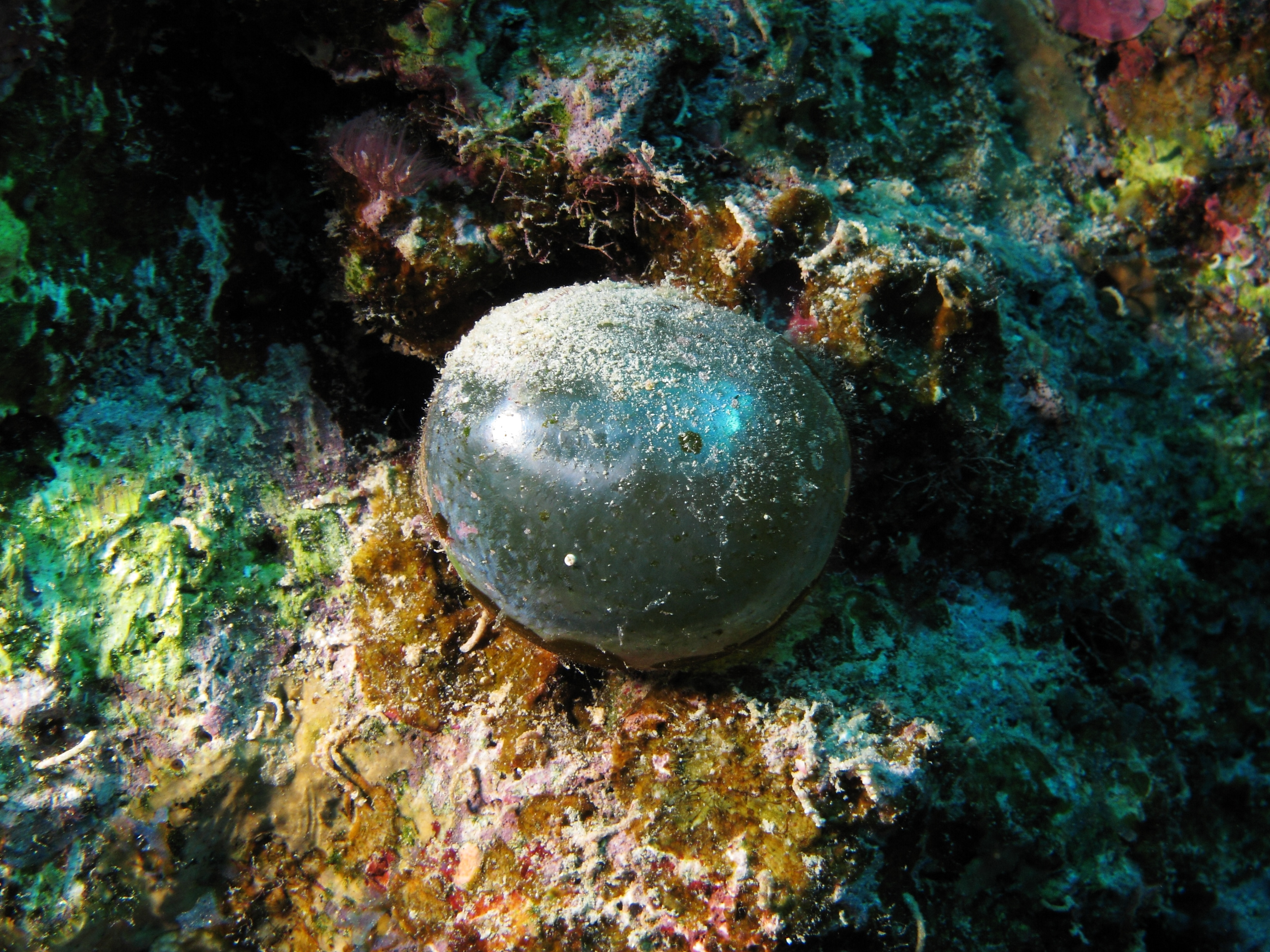
球法囊藻在 红海

## 特点
球法囊藻并非完全是一个单细胞。 它具有多细胞核和叶绿体的共同细胞结构。该生物体具有巨大的中央液泡，其结构是多叶的（从中央球状区域辐射的小叶）。
整个细胞含有几个细胞质结构域，每个结构域具有细胞核和少量叶绿体。细胞质结构域通过由微管支持的细胞质“桥”相互连接。外周细胞质（其膜被细胞壁覆盖）仅约40nm厚。
球法囊藻通常单独生长，但在极少数情况下，它们可以成群生长。

### 环境
它们出现在热带和亚热带地区的潮汐区，如加勒比海，北至佛罗里达，南至巴西，以及印度洋 - 太平洋。总体而言，它们居住在全世界几乎每一个海洋，往往生活在珊瑚瓦砾。
最大可行性深度已经被认为大约有80米。

### 生理和形态
单细胞生物具有从球形到卵形的形式，颜色从草绿到深绿不等，尽管在水中它们可能看起来是银，青色或甚至是黑色。 这些样式取决于叶绿体数量。 其细胞表面晶莹剔透。 该菌体组成的一个薄壁的、坚韧、 多核 细胞组成，其直径通常为1至4厘米（0.4至1.6英寸），但在极少数情况下其直径可达5.1厘米（2.0英寸）。“泡”藻通过根状茎附着在基质纤维上。
它通过分离细胞分裂进行繁殖，其中多核母细胞产生子细胞，并且单个根状茎形成新的气泡，其与母细胞分离。

## 研究
现己对球法囊藻进行了特别研究，因为它们非常大，因此它们为研究水和水溶性分子在生物膜上的转移提供了方便的主题。结论是渗透和扩散中的渗透性质是相同的，并且尿素和甲醛分子不需要膜中任何类型的假定充水孔来移动它。  在研究纤维素晶格及其在生物结构中的取向时，Valonia ventricosa经历了广泛的X射线分析程序。  由于它的异常高的电性能，也研究了相对于围绕它的海水的电势能。

## 外部連結
- Wardrop, A. B.; Jutte, S. M. . Wood Science and Technology. 1968, 2 (2): 105. doi:10.1007/BF00394959.
- Revol, J. . Carbohydrate Polymers. 1982, 2 (2): 123. doi:10.1016/0144-8617(82)90058-3.
- 星期五研究員：水手的眼球 （页面存档备份，存于）
- 10 Freakishly Large Single-Celled Organisms （页面存档备份，存于）